# Waitsfield
Waitsfield és una població dels Estats Units a l'estat de Vermont. Segons el cens del 2000 tenia 1.659 habitants.

## Demografia
Segons el cens del 2000, Waitsfield tenia 1.659 habitants, 734 habitatges, i 485 famílies. La densitat de població era de 23,8 habitants per km².
Dels 734 habitatges en un 29,4% hi vivien nens de menys de 18 anys, en un 55,2% hi vivien parelles casades, en un 8,2% dones solteres, i en un 33,9% no eren unitats familiars. En el 25,5% dels habitatges hi vivien persones soles el 6,5% de les quals corresponia a persones de 65 anys o més que vivien soles. El nombre mitjà de persones vivint en cada habitatge era de 2,26 i el nombre mitjà de persones que vivien en cada família era de 2,73.
Per edats la població es repartia de la següent manera: un 21,3% tenia menys de 18 anys, un 6,6% entre 18 i 24, un 32,2% entre 25 i 44, un 27,7% de 45 a 60 i un 12,2% 65 anys o més.
L'edat mediana era de 40 anys. Per cada 100 dones de 18 o més anys hi havia 97,3 homes.
La renda mediana per habitatge era de 45.577 $ i la renda mediana per família de 54.868 $. Els homes tenien una renda mediana de 31.827 $ mentre que les dones 27.260 $. La renda per capita de la població era de 24.209 $. Entorn del 3,9% de les famílies i el 5,9% de la població estaven per davall del llindar de pobresa.